# Germán Hernández Amores
Germán Hernández Amores (Murcia, 10 de junio de 1823-16 de mayo de 1894) fue un pintor español.

## Biografía
Estudió en la Escuela de Bellas Artes de San Fernando; en París con Charles Gleyre y en Roma. Fue aplaudido por la crítica. Obtuvo el cargo de profesor en la Escuela Superior de Pintura. En 1892 ingresa en la Academia de San Fernando. Trata temas mitológicos y clásicos. Destaca por la precisión de su dibujo. Se relaciona con el estilo de los nazarenos alemanes. Era hermano del también pintor Víctor Hernández Amores.

## Obras
- Sócrates reprendiendo a Alcibíades en casa de una cortesana, segunda medalla de la Exposición Nacional de 1858, Museo del Prado.
- Viaje de la Santísima Virgen a Éfeso, máximo premio de la Exposición Nacional de 1862, Museo del Prado.
- Medea huyendo de Corinto.
- Ofrenda a Pericles.